# Yale School of Medicine
Yale School of Medicine (Faculdade de Medicina de Yale) é uma escola médica de pós-graduação da Universidade Yale em New Haven, Connecticut. Foi fundada em 1810 como a Instituição da Faculdade de Medicina de Yale, e formalmente inaugurada em 1813.
O hospital de ensino primário para a escola é a Yale–New Haven Hospital. A escola é o lar da Harvey Cushing/John Hay Whitney Medical Library, uma das maiores bibliotecas médicas modernas e também conhecida por suas coleções históricas. O corpo docente inclui 62 membros da Academia Nacional de Ciências, 40 investigadores do Instituto de Medicina, e 16 pesquisadores do Instituto Médico Howard Hughes.
A U.S. News & World Report atualmente classificou a Yale School of Medicine na 7ª posição em uma pesquisa nacional, e 72ª em cuidados primários. A entrada é altamente seletiva; para o ingresso de 2016, a escola recebeu 4 103 pedidos para preencher sua classe de 100 alunos. O GPA médio para os alunos admitidos foi de 3,8, com uma média no Teste de Admissão de Faculdade de Medicina (MCAT) de 36,0.